# Geophis zeledoni
Espèce
Statut de conservation UICN

 LC  : Préoccupation mineure
Geophis zeledoni  est une espèce de serpents de la famille des Dipsadidae.

## Répartition
Cette espèce est endémique de la Cordillère Centrale au Costa Rica. Elle se rencontre entre 1 829 et 2 100 m d'altitude.

## Description
L'holotype de Geophis zeledoni mesure 397 mm dont 70 mm pour la queue. Cette espèce présente un dos brun lavande ou lavande très sombre fortement iridescent. Sa tête est grisâtre ou brun gris et sa face ventrale brun lavande taché de clair.

## Étymologie
Cette espèce est nommée en l'honneur de José Castulo Zeledón, scientifique costaricien qui a étudié et collecté les reptiles de son pays durant plus de 75 ans.

## Publication originale
- Taylor, 1954 : Further studies on the serpents of Costa Rica. The University of Kansas Science Bulletin, vol. 36, no 11, p. 673-800 (texte intégral).